# Brian D. Kerns

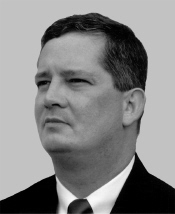
Brian D. Kerns

Brian Douglas Kerns (* 22. Mai 1957 in Terre Haute, Indiana) ist ein US-amerikanischer Politiker. Zwischen 2001 und 2003 vertrat er den Bundesstaat Indiana im US-Repräsentantenhaus.

## Werdegang
Brian Kerns ist der Schwiegersohn des ehemaligen Kongressabgeordneten John T. Myers. Er studierte bis 1992 an der Indiana State University in Terre Haute. Danach arbeitete er für den Kongressabgeordneten Edward A. Pease. Kerns wurde auch als Fernsehjournalist tätig und war bei der Verwaltung des Saint Joseph’s College angestellt. Außerdem arbeitete er zeitweise für die Staatsregierung von Indiana im Department for Natural Resources.
Politisch schloss sich Kerns der Republikanischen Partei an. Bei den Kongresswahlen des Jahres 2000 wurde er im siebten Wahlbezirk von Indiana in das US-Repräsentantenhaus in Washington, D.C. gewählt, wo er am 3. Januar 2001 die Nachfolge von Edward Pease antrat. Da er im Jahr 2003 nicht bestätigt wurde, konnte er bis zum 3. Januar 2003 nur eine Legislaturperiode im Kongress absolvieren. In diese Zeit fielen die Terroranschläge am 11. September 2001. Kerns war Mitglied im Ausschuss für internationale Beziehungen sowie im Ausschuss für Verkehr und Infrastruktur.
Brian Kerns ist verheiratet und hat fünf Kinder.